# Lokalise
Lokalise (транскр.  Локалајз) је платформа за локализацију и управљање превођењем која је базирана на облак технологији и намењена агилним тимовима. Компанија је основана у Риги у Летонији и у потпуности је усвојила рад на даљину. Тренутно има више од 120 запослених из 23 земље.

## Историја
Lokalise су 2017. године основали Ник Устинов и Пјотр Антропов. У 2020. години компанија је добила прва средства - укупно 6 милиона долара у оквиру Серије А након периода самосталног финансирања компаније током прве три године пословања.
Оснивачи су одлучили да прикупе спољни капитал како би убрзали раст компаније. Након прикупљања једне од највећих инвестиција по први пут за компанију која је основана у Летонији, Lokalise је постала компанија која у потпуности подржава рад на даљину.
Од 2020, Ник Устинов је члан Форбсовог технолошког савета.
Године 2020. компанија је проглашена једном од 100 најбољих европских компанија које имају софтверско решење које се базира на облак технологији. Листу је сачинила компанија Accel која је компаније са листе проценила на вредност испод милијарду долара.
Sifted је 2021. године укључио Lokalise на листу 21 европске стартап компаније које нуде софтер решења у склопу својих услуга као најперспективније у 2021. Списак је саставио Бил Ливер из Sifted компаније након консултација са лидерима у индустрији као што су Евгенија Плотникова, Бен Блум, Иткасо дел Палацио, Карлос Гонзалес-Каденас и Дхрув Јаин.

## Софтвер
Софтвер је дизајниран првенствено "за технолошке  тимове који управљају iOS и Android апликацијама, вебом, играма, Интернетом ствари или дигиталним садржајем и софтвером уопште". Препознат је по "заједничком уређивачу заснованом на мрежи, пројектима којима је могуће управљати са више платформи и системом кључева за локализацију, аутоматском подударању екрана, бројним интеграцијама и корисним додацима", као и по уграђеним алатима које штеде време. Типични корисници укључују програмере, менаџере производа, менаџере пројеката, менаџере локализације, дизајнере, продајне тимове, преводиоце и менаџере садржаја.
Lokalise користи више од 2.000 компанија из 80 земаља. Нека запажена имена  укључују Amazon, Gojek, Depositphotos, Revolut, Yelp, Virgin Mobile, и Notion.